# Ćubasti gnjurac
Ćubasti gnjurci (lat. Podiceps cristatus) su vrsta ptica iz porodice gnjuraca (Podicipedidae). On je najveći i najpoznatiji predstavnik skupine ptica vodarica.

## Opis
Ćubasti gnjurci su dugi između 46 i 51 centimetar a raspon krila im je od 59 do 73 centimetra. Teški su od 800 do 1400 grama. Ptice su ljeti, u svom svadbenom ruhu, vrlo prepoznatljive: plivaju sredinom jezera i svako toliko nestaju na duže urone (do jedne minute!). Imaju dugi vrat, bijele obraze, crne glave i na njima smeđecrvene i crne ćube.Dobio je ime po perju koje mu strši na vrhu glave.Prsti na nogama obrubljeni su mu kožnim naborima. Zatiljak i leđa su im smeđi. Pripadnici oba spola izgledaju jednako. U opasnosti ćubu priljube uz glavu. Kad nisu u svadbenom ruhu, nemaju šarenu ćubu i liče nekim plijenorima.
Glasaju se često i glasno, zvukom koji zvuči kao kek-kek-kek.

## Životni okoliš
Ćubasti gnjurci nastanjuju vode u nizinama cijele Europe (osim sjeverne Skandinavije i Islanda). Istočna populacija su selice koje zimuju na obalama zapadne i južne Europe. U srednjoj Europi ćubasti gnjurci su uglavnom stanarice koje u razdoblju kad je jezero duže vrijeme zamrznuto, skitaju obalom.

## Ishrana
Ćubasti gnjurci hrane se pretežno ribama koje love roneći. No, osim njih, love i male beskralješnjake, a jedu i sjemenke.

## Podizanje mladunaca
U vrijeme parenja ćubasti gnjurci ponašaju se vrlo upadljivo, što se ponekad naziva "ples pingvina": par se prsa uz prsa uspravlja na vodi, trese glavama i udara nogama po vodi. 
Gnijezdo grade na vodi od dijelova biljki koje plutaju, a skrivaju ga u biljkama koje rastu uz obalu. U njemu leže 27 do 29 dana na 3-4 jaja. Pilići su potrkušci i odmah mogu samostalno plivati pa čak i roniti. No u prvo vrijeme jedan od roditelja ih uglavnom nosi skrivene u perju na leđima. Imaju bijele pruge na glavi i leđima. 

## Vanjske poveznice

### Ostali projekti
|  | Zajednički poslužitelj ima stranicu o temi Podiceps cristatus |
|  | Wikivrste imaju podatke o taksonu Podiceps cristatus          |